# Baba (Benešov)
Baba je část okresního města Benešov. Nachází se na severovýchodě Benešova. Baba leží v katastrálním území Benešov u Prahy o výměře 40,24 km². Je zde zřízena zastávka příměstských autobusů dopravce ČSAD Benešov.

## Historie
První písemná zmínka o vesnici pochází z roku 1886.
V letech 1890–1950 byla vesnice součástí obce Dlouhé Pole a od roku 1961 se vesnice stala součástí města Benešov.

## Obyvatelstvo
| Rok            | 1869 | 1880 | 1890 | 1900 | 1910 | 1921 | 1930 | 1950 | 1961 | 1970 | 1980 | 1991 | 2001 | 2011 | 2021 |
| -------------- | ---- | ---- | ---- | ---- | ---- | ---- | ---- | ---- | ---- | ---- | ---- | ---- | ---- | ---- | ---- |
| Počet obyvatel | 0    | 0    | 30   | 33   | 6    | 8    | 9    | 10   | 5    | 0    | 0    | 4    | 3    | 3    | 1    |
| Počet domů     | 0    | 0    | 7    | 6    | 3    | 2    | 3    | 3    | 3    | 0    | 0    | 1    | 1    | 1    | 1    |